# Línguas ilírias

Tribos ilírias na Antiguidade

Os idiomas ilírios formavam um grupo de línguas indo-europeias faladas na parte ocidental dos Bálcãs pelos povos conhecidos na Antiguidade e posteriormente como ilírios: ardieus, dálmatas, panônios, autariatas e taulâncios (ver Lista de tribos ilírias). Algumas mudanças sonoras do proto-indo-europeu para o ilírio e outros idiomas foram deduzidas a partir do que restou destes idiomas, porém devido ao fato de não existirem exemplos de uma literatura ilíria antiga que tenha sobrevivido até os dias de hoje (além dos escritos messápios, se este idioma puder ser considerado ilírio), é difícil classificar com clareza o idioma dentro da família linguística indo-europeia. Por esta incerteza, a maior parte das fontes classifica o ilírio em sua própria linhagem do indo-europeu, embora sua relação com os outros idiomas, antigos e modernos, continue a ser estudada até os dias de hoje.